# Kirviller
Pour l’article ayant un titre homophone, voir Kirrwiller.
Kirviller [kiʁvilɛʁ] est une commune française située dans le département de la Moselle et le bassin de vie de la Moselle-Est.

## Géographie

### Communes limitrophes
| Le Val-de-Guéblange |            | Sarralbe           |
| Hazembourg          | Kitrviller |                    |
| Vittersbourg        | Honskirch  | Hinsingen Bas-Rhin |

### Hydrographie
La commune est située dans le bassin versant du Rhin au sein du bassin Rhin-Meuse. Elle est drainée par le ruisseau la Rode et le ruisseau du Papillon.
Le ruisseau la Rode, d'une longueur totale de 24,8 km, prend sa source dans la commune de Loudrefing et se jette  dans l'Albe à Sarralbe, après avoir traversé 13 communes.

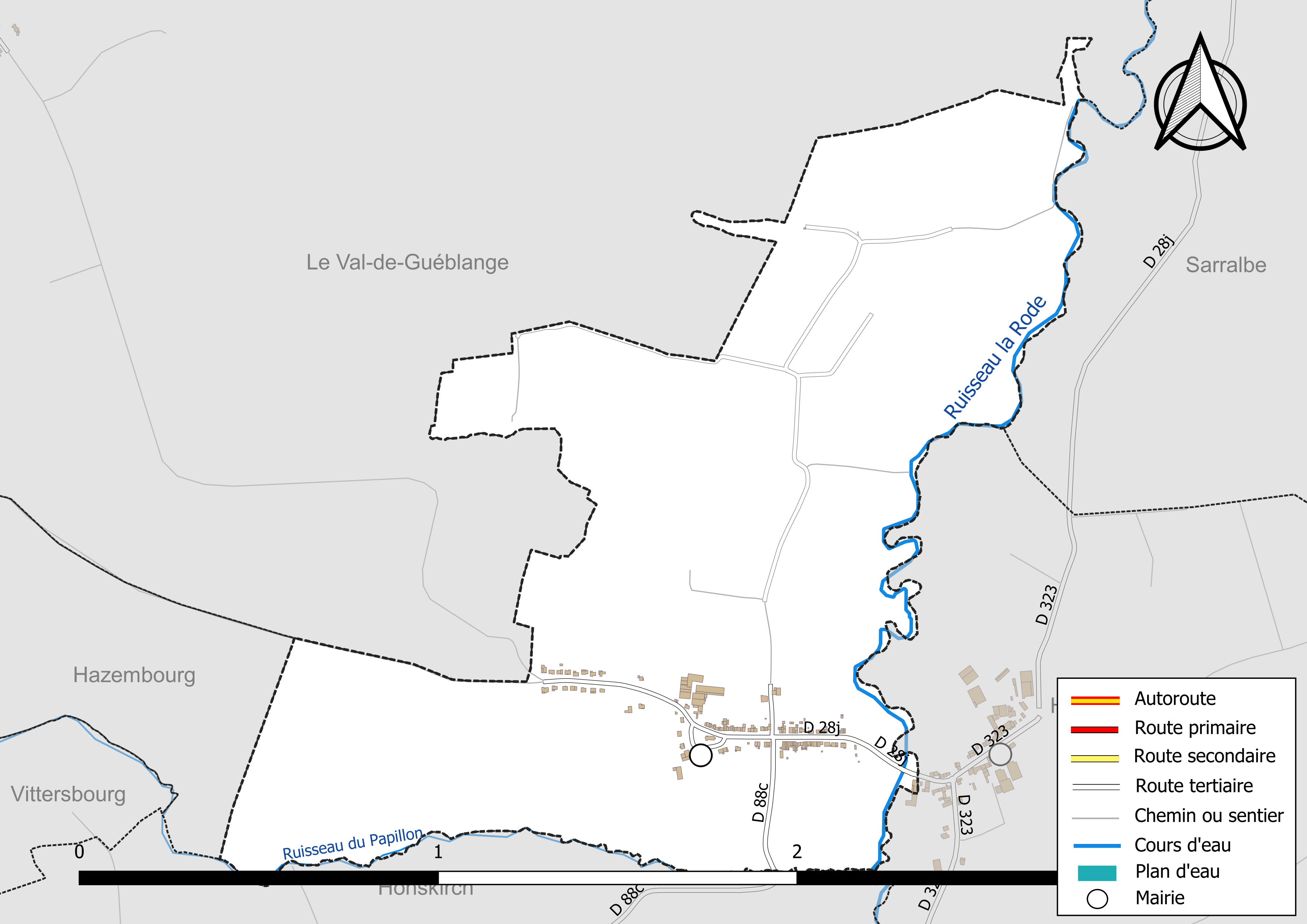
Réseaux hydrographique et routier de Kirviller.

La qualité des eaux des principaux cours d’eau de la commune, notamment du ruisseau la Rode, peut être consultée sur un site spécial géré par les agences de l’eau et l’Agence française pour la biodiversité.

### Climat
Pour des articles plus généraux, voir Climat du Grand Est et Climat de la Moselle.
En 2010, le climat de la commune est de type climat des marges montargnardes, selon une étude du Centre national de la recherche scientifique s'appuyant sur une série de données couvrant la période 1971-2000. En 2020, Météo-France publie une typologie des climats de la France métropolitaine dans laquelle la commune est exposée à un climat semi-continental et est dans la région climatique  Vosges, caractérisée par une pluviométrie très élevée (1 500 à 2 000 mm/an) en toutes saisons et un hiver rude (moins de 1 °C). 
Pour la période 1971-2000, la température annuelle moyenne est de 10 °C, avec une amplitude thermique annuelle de 17,1 °C. Le cumul annuel moyen de précipitations est de 829 mm, avec 11,8 jours de précipitations en janvier et 9,3 jours en juillet. Pour la période 1991-2020, la température moyenne annuelle observée sur la station météorologique de Météo-France la plus proche, « Kappelkinger_sapc », sur la commune de Kappelkinger à 6 km à vol d'oiseau, est de 10,6 °C et le cumul annuel moyen de précipitations est de 772,6 mm. 
La température maximale relevée sur cette station est de 38,8 °C, atteinte le 25 juillet 2019 ; la température minimale est de −19,6 °C, atteinte le 26 décembre 2010,,. 
Les paramètres climatiques de la commune ont été estimés pour le milieu du siècle (2041-2070) selon différents scénarios d'émission de gaz à effet de serre à partir des nouvelles projections climatiques de référence DRIAS-2020. Ils sont consultables sur un site spécial publié par Météo-France en novembre 2022.

## Urbanisme

### Typologie
Au 1er janvier 2024, Kirviller est catégorisée commune rurale à habitat dispersé, selon la nouvelle grille communale de densité à sept niveaux définie par l'Insee en 2022.
Elle est située hors unité urbaine et hors attraction des villes,.

### Occupation des sols
L'occupation des sols de la commune, telle qu'elle ressort de la base de données européenne d’occupation biophysique des sols Corine Land Cover (CLC), est marquée par l'importance des territoires agricoles (91 % en 2018), en diminution par rapport à 1990 (94,2 %). La répartition détaillée en 2018 est la suivante : 
terres arables (65 %), prairies (26 %), zones urbanisées (6,9 %), forêts (2 %). L'évolution de l’occupation des sols de la commune et de ses infrastructures peut être observée sur les différentes représentations cartographiques du territoire : la carte de Cassini (XVIIIe siècle), la carte d'état-major (1820-1866) et les cartes ou photos aériennes de l'IGN pour la période actuelle (1950 à aujourd'hui).

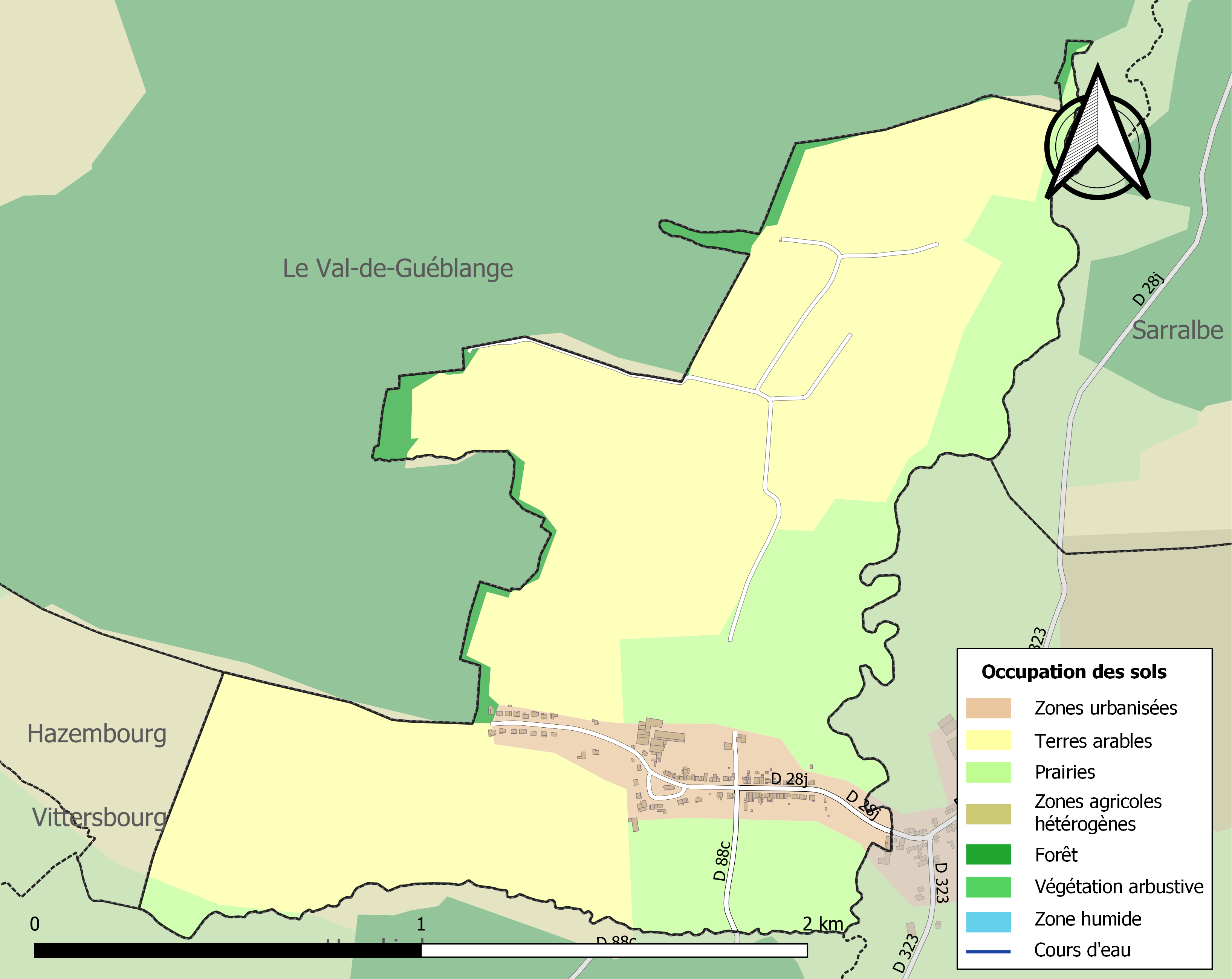
Carte des infrastructures et de l'occupation des sols de la commune en 2018 (CLC).

## Toponymie
- 1179 : Kirwilra, 1320 : Kirswilre, 1598 : Quiruille, 1700 : Quirwiller, 1755 : Kirville, 1793 : Kerviler, XIXe siècle : Kirwiller[14]
- En francique lorrain : Kirwiller[15], en allemand : Kirweiler.

## Histoire
Kirviller dépendait de l'ancienne province des Trois-Évêchés, dans la seigneurie épiscopale du Val de Guéblange.
Le village souffre gravement de la guerre de Trente Ans au XVIIe siècle, comme l'atteste un document de 1637 dû au châtelain d'Albestroff : « À Überkinger, Wentzwiller, Steinbach, Schweix, Audviller, Hazembourg et Kirviller ne réside personne depuis un an, les villages étant abandonnés. »
Mais la tourmente passée, au fil des ans, le village se repeuple et recouvre  une existence réelle. Une église est notamment érigée en 1856, acte hautement symbolique pour le dernier village catholique avant l'Alsace protestante.
Bien qu'appartenant incontestablement au secteur germanophone, la commune voit régulièrement passer ses actes officiels, notamment notariés, en langue française, sans que l'on puisse trouver d'explication à cette habitude.

## Politique et administration
| Période                                  | Période   | Identité          | Étiquette | Qualité |
| ---------------------------------------- | --------- | ----------------- | --------- | ------- |
| mars 1983                                | mars 1995 | Patrice Hermal    |           |         |
| mars 1995                                | mai 2020  | Raymond Schneider |           |         |
| mai 2020                                 | En cours  | Ludovic Estreich  |           |         |
| Les données manquantes sont à compléter. |           |                   |           |         |

## Démographie
L'évolution du nombre d'habitants est connue à travers les recensements de la population effectués dans la commune depuis 1800. Pour les communes de moins de 10 000 habitants, une enquête de recensement portant sur toute la population est réalisée tous les cinq ans, les populations de référence des années intermédiaires étant quant à elles estimées par interpolation ou extrapolation. Pour la commune, le premier recensement exhaustif entrant dans le cadre du nouveau dispositif a été réalisé en 2008.

En 2022, la commune comptait 140 habitants, en évolution de −2,1 % par rapport à 2016 (Moselle : +0,52 %, France hors Mayotte : +2,11 %).
| 1800 | 1806 | 1821 | 1836 | 1841 | 1861 | 1866 | 1871 | 1875 |
| ---- | ---- | ---- | ---- | ---- | ---- | ---- | ---- | ---- |
| 220  | 208  | 238  | 277  | 276  | 268  | 264  | 261  | 251  |

| 1880 | 1885 | 1890 | 1895 | 1900 | 1905 | 1910 | 1921 | 1926 |
| ---- | ---- | ---- | ---- | ---- | ---- | ---- | ---- | ---- |
| 261  | 253  | 258  | 258  | 268  | 256  | 225  | 185  | 180  |

| 1931 | 1936 | 1946 | 1954 | 1962 | 1968 | 1975 | 1982 | 1990 |
| ---- | ---- | ---- | ---- | ---- | ---- | ---- | ---- | ---- |
| 180  | 180  | 193  | 150  | 158  | 157  | 133  | 114  | 107  |

| 1999 | 2006 | 2008 | 2013 | 2018 | 2022 | - | - | - |
| ---- | ---- | ---- | ---- | ---- | ---- | - | - | - |
| 103  | 129  | 137  | 150  | 138  | 140  | - | - | - |

## Culture locale et patrimoine

### Lieux et monuments

#### Édifice religieux
- Église Saint-Michel de 1858. Le 9 mars 2024, une messe d'action de grâces y est animée par l'évêque Philippe Ballot, lors de l'inauguration de l'église après sa rénovation[20].

### Héraldique
| Blason de Kirviller | Blason  | De gueules à l'église d'or, accompagnée en chef de deux cailloux du même; à la bordure d'or chargée de huit coquilles de sable. |
| Blason de Kirviller | Détails | Le statut officiel du blason reste à déterminer.                                                                                |